# Diana Conti
Diana Beatriz Conti (Buenos Aires, 29 marzo 1956 – Buenos Aires, 8 marzo 2024) è stata una politica, avvocata e psicologa argentina, membro del Congresso Nazionale dell'Argentina sia come Deputato (1997–1999; 2005–2017) sia come Senatore (2002–2005). Fu anche Sottosegretario ai Diritti Umani nell'amministrazione di Fernando de la Rúa dal 1999 al 2001 e membro del Consiglio di Magistratura (designata dalla Camera dei Deputati) dal 2006 al 2010, ruolo in cui si affermò come una convinta sostenitrice delle proposte di riforma giudiziaria della presidente Cristina Fernández de Kirchner.
Sostenitrice di lunga data di Fernández de Kirchner e di Néstor Kirchner, fu leader del Partito della Vittoria, membro fondatore della coalizione kirchnerista Fronte per la Vittoria e successivamente parte del Frente de Todos.

## Biografia
Diana Conti nacque il 29 marzo 1956 a Buenos Aires, figlia di Horacio Conti, commesso viaggiatore, e di Martha Bascuas, divenuta in seguito una maestra, all'epoca appena diciassettenne quando diede alla luce la figlia. La bambina trascorse quindi i suoi primi anni a casa dei nonni. Durante il liceo fu membro attivo del Partito Comunista Rivoluzionario (PCR). Studiò psicologia sociale alla Scuola Pichon-Rivière e lavorò come volontaria presso l'Ospedale Borda, per poi studiare giurisprudenza all'Università di Buenos Aires, laureandosi nel 1980 e specializzandosi in diritto penale. Nel 1981 aprì il proprio studio legale e nel 1982 entrò a far parte dell'équipe di assistenza sociale dei detenuti di Ravignaggi-Garriga e del dipartimento di assistenza giudiziaria del Centro di studi giuridici e sociali (CELS). Nel 1983 fu nominata presidente di una società denominata Corsetti SA, incarico dal quale si dimise nel 1985.
Diana Conti partecipò al corso di formazione sul diritto internazionale dei diritti umani, organizzato dall'Accademia di diritto internazionale (L'Aia, 1991) e al corso interdisciplinare sui diritti umani, realizzato dall'Istituto interamericano dei diritti umani (San José, 1992). Tra marzo e agosto 1987 fu professoressa ad interim della cattedra di Elementi di diritto penale e procedura presso la Facoltà di giurisprudenza dell'UBA, in seguito fu primo assistente presso la cattedra di diritto penale.

### In magistratura
Fu membro del gruppo di assistenza legale in casi contraddittori dal 1982 al 1985, e assistente pubblico in problemi giovanili dal 1984 al 1985. Il 10 settembre 1985 fece parte di un consiglio consultivo sui diritti umani in Argentina.
Nel 1985 si laureò in Psicologia Sociale. Conti cercò di ottenere la carica di segretario della camera penale di primo e secondo grado nel 1985 e nel giugno 1989, perdendo in entrambe le occasioni per pochi voti. Nel 1986 diventò segretaria nazionale presso il tribunale correzionale e penale di primo grado. Vi lavorò fino al 31 gennaio 1989. Fu tra i fondatori della commissione per l'organizzazione della partecipazione dei cittadini alla giustizia correzionale e dal 1º febbraio 1989 fu segretaria della Camera nazionale d'appello, incarico che ricoprì fino al 1º aprile 1991.
Divenne assistente del ministro della Giustizia nel 1991. Ricoprì diversi incarichi amministrativi a Buenos Aires fino al 1994, quando partì per Santa Fe, per lavorare per un mese come assistente legale di Eugenio Raúl Zaffaroni. Si dimise dopo un mese, ritornando a Buenos Aires in quanto il 16 marzo di quell'anno fu nominata segretaria del dipartimento di diritto penale e criminologia dell'Università di Buenos Aires. Partecipò al Consiglio giudiziario dal 2007 al 2010 presiedendo anche la Commissione disciplinare e d'accusa.

### In politica
Nel 1997 fu eletta deputata della provincia di Buenos Aires nella lista guidata da Graciela Fernández Meijide. Poco dopo il suo insediamento, sostenne un progetto elaborato da Antonio Cafiero e dal socialista Alfredo Bravo proponente l'annullamento delle leggi della Due Obedience e del Full Stop, ma l'iniziativa fu respinta dai vertici dell'Alleanza generando proteste all'interno della coalizione. Due anni dopo, il 12 dicembre 1999, durante la presidenza di Fernando de la Rúa, assunse l'incarico di Sottosegretario ai diritti umani con il sostegno di organizzazioni del settore, il 12 dicembre 1999. Conti decise a quel punto di lasciare il suo lavoro nell'Università di Buenos Aires.
Nel gennaio 2002 ebbe l'incarico di Sottosegretario alle Riforme Istituzionali e al Rafforzamento della Democrazia ma dovette dimettersi appena sei mesi più tardi, in luglio, in quanto assunse l'incarico di senatrice nazionale dell'Alleanza per il Lavoro, la Giustizia e l'Educazione in rappresentanza della provincia di Buenos Aires per completare il mandato di Raúl Alfonsín. Fu senatrice dal 3 luglio 2002 al 10 dicembre 2005. Come senatrice, divenne nota per il suo sostegno a cause legate ai diritti umani.
Rimase fino al 2003 allineata al governo del Partito Giustizialista di Eduardo Duhalde durante il suo mandato al Senato, quindi si unì al neonato Fronte della Vittoria del presidente Néstor Kirchner. Nel dicembre 2005 fu eletta deputata della provincia di Buenos Aires per il Fronte della Vittoria diventando in seguito nota anche per diversi atti di corruzione come membro del governo.
Il 2 febbraio 2010, ospite del programma radiofonico Le doy mi palabra, nel difendere la presidenza di Cristina Kirchner nel corso di un dibattito, un giornalista, Jose "Pepe" Eliaschev, le rinfacciò che le argomentazioni da lei utilizzate fossero paragonabili a quelle usate dal dittatore russo Iosif Stalin; lei rispose: "Sì, non ho problemi a essere stalinista"; il giornalista insistette: "Lei è una sostenitrice di uno dei più grandi assassini del XX secolo, 20 milioni di persone uccise?". "Io sono stalinista, firmato Diana Conti, posso registrarlo?" replicò ancora il giornalista, e Diana Conti rispose: "Sì, non ho problemi ad essere stalinista, forse è un problema tuo, non mio".

### Decesso
Già in lotta da diversi anni contro un cancro, venne ricoverata per una polmonite nella Clinica Zabala, a Buenos Aires, dove morì l'8 marzo 2024 all'età di 67 anni.